# 馬克西米連·尤利西斯·布勞恩

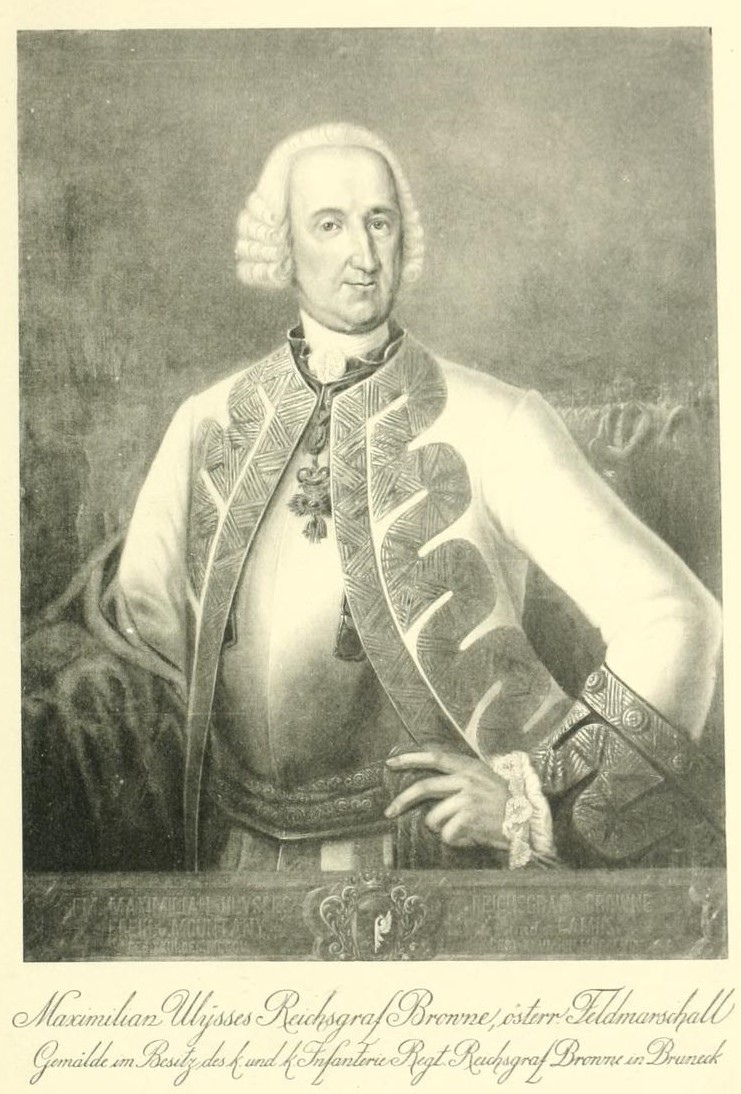
18世纪的画像

马克西米连·尤利西斯·冯·布勞恩帝国伯爵（Maximilian Ulysses Reichsgraf von Browne，1705年10月23日—1757年6月26日），18世紀奧地利陆军元帅。
德文的布勞恩其實英文叫做布朗，是在英國受迫害的愛爾蘭天主教徒後代，所以在奧地利從軍。他曾參與過奧地利王位繼承戰爭，布勞恩在1751年擢升為波希米亞總司令及1753年成為元帥。
1756年七年戰爭爆發，布勞恩元帥率34,500奧軍與腓特烈大帝進行羅布西茨戰役。他打算利用地形隱蔽主力，繞過普軍偷渡易北河，以救援被普魯士占領的薩克森領土。但是普魯士中央步兵主力和近衛騎兵的猛烈進攻，使奧軍無法脫身。奧軍數量上佔有優勢，普魯士軍隊一次又一次進攻被擊退，但普軍依靠素質優勢彌補數量的不足，每一次被擊退，都能夠有秩序地撤下來重新編組，再發動進攻。到下午，普軍強攻終於拿下奧軍防禦支撐點羅布西茨村，布勞恩在大雨中撤出了戰場。
1757年，腓特烈集中11萬大軍，分四路大舉入侵波希米亞。然後四路變兩路，兩軍夾易北河南下，進攻布勞恩元帥呈弧形防禦的11萬奧軍。布勞恩元帥看到普魯士鋒芒正盛，謹慎地收攏部隊向後撤退，與趕來增援的卡爾親王會合，以他為總司令，集中6萬人，於5月6日與普軍迎面碰撞，開始布拉格戰役。奧軍陣地在高地上，下面地形很差，基本無法發動正面強攻。普軍於是向東面，普軍左翼試圖迂回，奧軍也向這個方向增援。將近中午，普軍發動進攻，但是由於戰前對地形偵察不清，普軍第一梯隊陷入魚塘的沼澤泥地之中，被奧軍反攻，兩個整團潰散。主戰場上普魯士左翼進攻亦失敗，陷入危機之中。奧軍右翼乘勝追擊，卻在反攻中與中央脫離了接觸，戰線當中出現空洞，被普軍反過來包圍了得勝以後過度伸展的奧軍右翼。與此同時，普軍驃騎兵從戰場週邊迂回到奧軍中央背後，於中午時分發動奇襲，捲擊奧軍主力，普軍戰線正面也同時發動進攻。奧軍大敗，下午4點向布拉格撤退，布勞恩元帥受致命重傷，不久死去。